# Haapsi
Haapsi – wieś w Estonii, w prowincji Parnawa, w gminie Varbla.